# Jhonatan Agudelo
Jhonatan Alexander Agudelo Velásquez, noto semplicemente come Jhonatan Agudelo (Medellín, 17 dicembre 1992), è un calciatore colombiano, attaccante dell'Uthai Thani.

## Caratteristiche tecniche
È un centravanti.

## Carriera
Cresciuto nel settore giovanile dei Millonarios, ha esordito in prima squadra il 15 agosto 2013 disputando l'incontro di Copa Colombia vinto ai rigori contro il Atlético Junior.
Nel gennaio 2020, dopo aver collezionato 161 presenze fra prima e seconda serie colombiana, si è trasferito in prestito semestrale agli argentini del Gimnasia (LP).

## Palmarès

### Club

#### Competizioni nazionali
- Categoría Primera A: 1

Santa Fe: 2016 (C)
- Categoría Primera B: 1

Cucúta Deportivo: 2018